# 極端派 (シーア派)
イスラーム思想史において極端派（きょくたんは） とは、7世紀後半から9世紀の間、イラクのクーファを中心に、シーア派的文脈で過激な教義を主張した者とその後継者を否定的に表した呼び名である（鎌田繁の定義に基づく定義）。
極端派（the Extremists）はアラビア語の「グラート（ghulāt）」の訳語である。ghulāt は「適切な範囲を超える」「行き過ぎる」を意味する動詞 ghalā の能動分詞 ghālin の複数形である。みずからを「極端派」と称した集団がいたわけではなく、他派や信条を異とする集団から「適切な範囲を超えている」「行き過ぎている」とレッテルを貼られた集団が「極端派」である。菊地 (2021) の指摘するところによれば、自他の認識に差異があり、さらに「適切な範囲」には個人差があるため、極端派の定義やその範囲にはゆらぎや曖昧さがある。
グラート（غلاة, Ghulat; Exaggerating, 極端派、過大派）はGhuluww （غلو; Exaggeration,　極端、過大）の形容詞形で、イスラム神学において、いくつかの少数派のイスラム教徒グループを表現する言葉であり、彼らは預言者ムハンマドの家系、通例イマーム・アリーか後のシーア派のイマーム、またはペルシア人のサルマンのような預言者の初期の教友、もしくは後の宗教指導者に神性を帰属させる。グラートという名称はそうした宗教的人物の重要性や崇敬が過大視されているという見方に由来する。広く知られたグラートの宗派にはアラウィー派（アリーは神だと信じている）、アレヴィー派（アリーは神の代理だと信じている）、バズィグ派（イマーム・ジャアファル・サーディクは神だと信じていた）、ヤフリーヤ派（輪廻とムァンマル・アル・クーフィが彼らの主だと信じていた）、ダミーヤ派（アリーは神で、ムハンマドは彼に指名された伝令で預言者だと信じていた）がある。

## 典拠
1. 1 2 3 4 5  菊地達也『ドゥルーズ派の誕生 聖典『英知の書簡集』の思想史的研究』（刀水書房、2021年）, pp.19 - 50.
2. ↑  Wiktionary - غال